# 里尼亞島

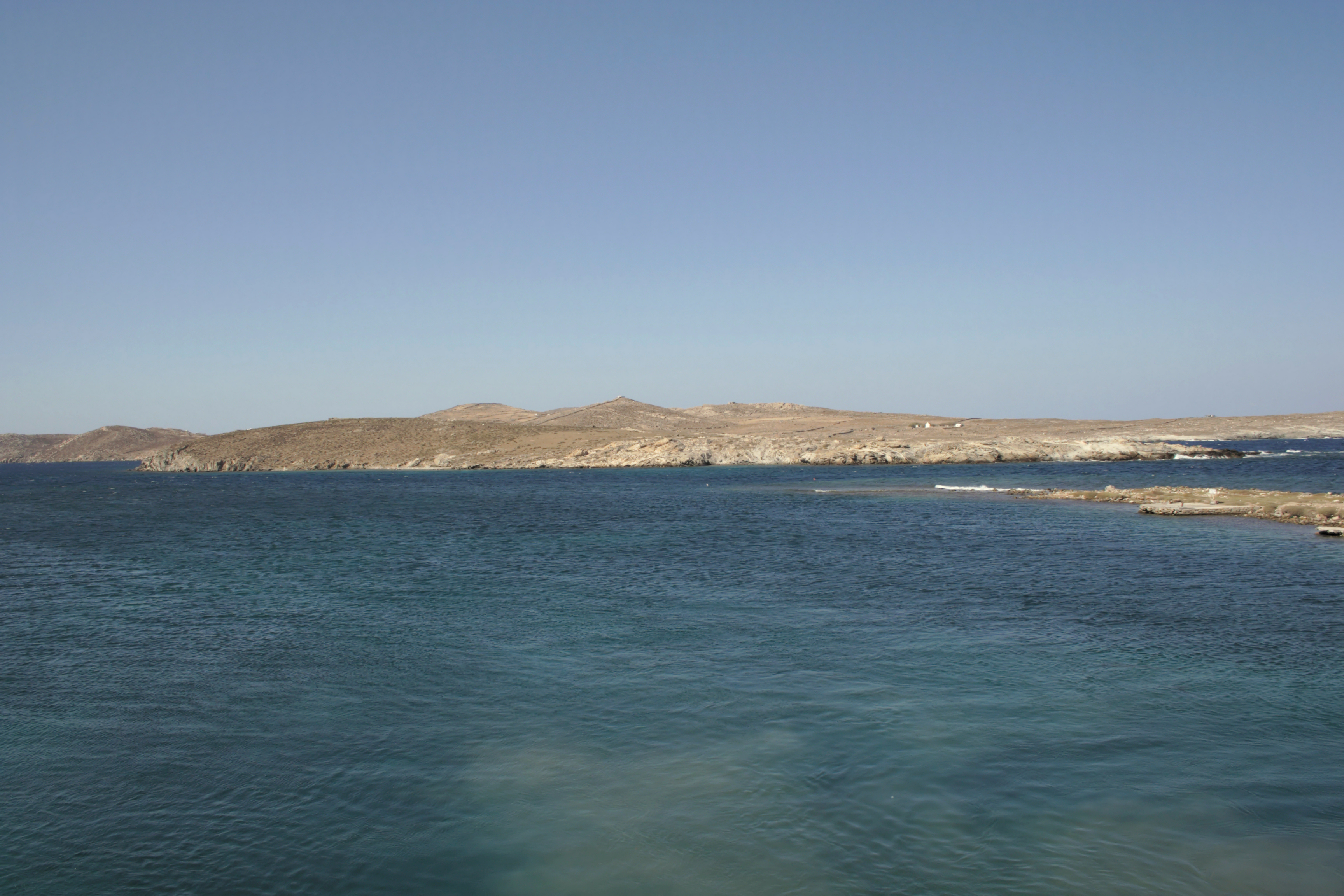
从提洛岛的港口眺望里尼亞島

里尼亞島（希臘語：Ρήνεια）是希臘的島嶼，位於愛琴海，屬於基克拉澤斯群島的一部分，長7.5公里、寬3.5公里，面積13.9平方公里，最高點海拔高度136米，島上無人居住。行政上该岛属于南愛琴大區米科诺斯专区米科诺斯市镇。

## 外部連結
- 米科诺斯市镇官方网站 （页面存档备份，存于） （希腊文） （英文）